# Stade ploufraganais roller-skating
Actualités
Le Stade ploufraganais roller-skating ou SPRS est un club français de rink hockey situé à Ploufragan dans les Côtes-d'Armor dans la banlieue de Saint-Brieuc.

## Histoire du club
Créé en 1977, le club propose deux disciplines le rink-hockey et la course de vitesse. L'association n'a pas de salle à ses débuts et pour jouer au rink hockey, une cour d'école est improvisée dans le quartier de La Villette. 
Fin des années 80, le club va commencer à jouer en Nationale 3.
Dès 1992, l'équipe première atteint la Nationale 2.
En 1994, l'équipe termine vice-championne de France de N2 et accède pour la première fois en Nationale 1.
En 1997, le club décroche sa première qualification en coupe d'Europe.
En 1998, Ploufragan est éliminé de la compétition dès le premier tour par Tomar (Portugal).
En 2000, le groupe va faire l'ascenseur en Nationale 2 et y restera 3 ans.
En 2003, grâce au titre de Champion de France de Nationale 2 le club retrouve la Nationale 1.
2 ans plus tard (2005), cinquième place et une nouvelle qualification en Coupe d'Europe à la clé la formation ploufraganais échoue en finale de la coupe de France. 
La saison suivante, les hommes réitèrent les bons résultats : 5e en Championnat et Quart de finaliste de la Coupe d'Europe.  
La saison 2006-2007, le club termine premier du Championnat au goal-average général. Mais le règlement va couronner La Roche-sur-Yon au goal-average particulier entre les deux équipes (victoire de La Roche 8-4 contre une victoire 6-3 pour les Ploufraganais). 
En 2014, le club sauve sa place parmi l'élite aux barrages après avoir été lanterne rouge du championnat. Mais deux ans plus tard, lors de la saison 2015-2016, l'équipe notamment composé du gardien Olivier Gélébart est capable de battre les meilleures équipes du championnat. 
En 2017 et 2019, participation à la coupe d'Europe (WS Europe Cup), l'équivalent de la ligue Europa au football. 
En 2020, après une saison écourtée à cause de la crise sanitaire, l'équipe de Nationale 1 termine à la 7e place et décroche une nouvelle fois sa qualification pour la WS Europe Cup et son maintien en Nationale 1.
Christian Castel a la particularité de ne pas savoir patiner 40 ans après ses débuts en tant que bénévole au sein du club dans les années 1980.
À la fin de la saison de Nationale 1 de 2021-2022, Joao Patricio quitte le poste d'entraineur joueur qu'il occupe depuis cinq ans.

## Infrastructures
Le club évolue dans la salle Glénan à Ploufragan qui possède un terrain en parquet de 40 m par 20 m.

## Palmarès
| Saison      | 2009-2010 | 2010-2011 | 2011-2012 | 2012-2013 | 2013-2014 | 2014-2015 | 2015-2016 | 2016-2017 | 2017-2018 | 2018-2019 | 2019-2020 |
| ----------- | --------- | --------- | --------- | --------- | --------- | --------- | --------- | --------- | --------- | --------- | --------- |
| Nationale 1 | 7e        | 7e        | 7e        | 9e        |           | 7e        | 5e        | 8e        | 8e        | 5e        | 7e        |

- Champion de France de Nationale 2 en 2003
- Vice-Champion de France en 2007
- Quart de finaliste de la Coupe d'Europe CERS en 2006 et 2007
- Finaliste de la Coupe de France en 2005

## Effectif 2020-2021
| Nom                  | Poste           | Nationalité sportive | Sélections | Arrivé en     | Club précédent              |
| Nicolas Chedmail     | Gardien         | France               | France U23 | 2017          | CO Pacéen                   |
| Marvyn Chevalier     | Gardien         | France               | -          | Formé au club | -                           |
| Clément Chedmail     | Joueur de champ | France               | France U20 | Formé au club | -                           |
| Edgar Peralta Veloci | Joueur de champ | Espagne              | -          | 2018          | HC Alpicat (D2 espagnole)   |
| Joao Patricio        | Joueur de champ | Portugal             | -          | 2012          | GD Vialonga (D3 portugaise) |
| Gwendal Quintin      | Joueur de champ | France               | -          | Formé au club | -                           |
| Christopher Lozach   | Joueur de champ | France               | -          | 2020          | Quintin RC (Nationale 2)    |
| Titouan Rousseau     | Joueur de champ | France               | -          | 2019          | Quintin RC (Nationale 2)    |
| David Abreu          | Joueur de champ | Portugal             | -          | 2011          |                             |
| Wilfried Roux        | Joueur de champ | France               | France A   | 2016          | RAC St-Brieuc               |

Coach: Joao Patricio